# Челсі Едвардс
Челсі Едвардс (англ. Chelsey Edwards, 15 червня 2001) — новозеландська плавчиня. Учасниця Чемпіонату світу з водних видів спорту 2019, де на дистанції 50 метрів вільним стилем не потрапила до півфіналів. В естафеті 4×200 метрів вільним стилем її збірна посіла 10-те місце.